# Serres d'Odèn-Port del Comte
El PEIN Serres d'Odèn-Port del Comte és un dels Plans d'Espais d'Interès Natural aprovat definitivament el mes de febrer de l'any 2000. Les serres d'Odèn-Port del Comte estan situades en la transició entre el Prepirineu oriental meridional i el Prepirineu central exterior. Presenten un alt grau de continentalitat que contrasta amb els vessants humits de llevant, factor fidelment reflectit en el paisatge de la zona. Elements d'interès i motius d'inclusió: l'Espai és un bon representant dels paisatges prepirinencs, amb un predomini clar dels elements submediterranis i penetracions d'importants elements mediterranis i boreoalpins.

## Medi físic
Geològicament, les serres d'Odèn-Port del Comte estan constituïdes completament per roques calcàries eocenes, les quals fan de barrera natural entre la conca del Segre i la de l'Alt Cardener i formen, puntualment, penya-segats imponents.
- Impactes: L'impacte més destacat és el provocat per les pistes d'esquí del Port del Compte i de Tuixén- la Vansa. D'altra banda, en alguns sectors es produeixen fenòmens erosius provocats per roderes de 4x4 (pla de Besies). A la tardor l'Espai es veu afectat per l'afluència de boletaires.
- Vulnerabilitat natural: Les comunitats i espècies vegetals i animals de caràcter alpí als nivells culminals de l'Espai es presenten vulnerables a les alteracions, ja que es troben al límit de la seva àrea de distribució.[1]

## Biodiversitat
La funció principal dels espais naturals protegits de Catalunya és conservar mostres representatives de la fauna, la flora i els hàbitats propis del territori, de manera que es puguin desenvolupar els processos ecològics que donen lloc a la biodiversitat (l'àmplia varietat d'ecosistemes i éssers vius: animals, plantes, els seus hàbitats i els seus gens).
Les serres d'Òden-Port del Compte són un bon representant dels paisatges prepirinencs, amb un predomini clar dels elements submediterranis i penetracions d'importants elements mediterranis i boreoalpins. L'Espai presenta forts gradients i variacions en el paisatge, cosa que determina la fauna que l'habita, de la qual cal esmentar una de les poblacions més meridionals de gall fer, pigot negre i isard del territori català i exemplars del grup dels ocells rapinyaires. Per la seva diversitat i singularitat, cal subratllar alguns grups d'invertebrats com els heteròpters i miriàpodes.

### Fauna
L'Espai presenta forts gradients i variacions en el paisatge, la qual cosa determina la fauna que hi habita. S'hi troba, per exemple, una de les poblacions més meridionals de gall fer (Tetrao urogallus), perdiu xerra (Perdix perdix), picot negre (Dryocopus martius), mussol pirinenc (Aegolius funereus) i isard (Rupicapra pyrenaica), En conjunt, és un espai que presenta unes característiques molt favorables per als ocells rapinyaires com el trencalòs (Gypaetus barbatus), el voltor comú (Gyps fulvus) o l'àguila daurada (Aquila chrysaetos). La marta (Martes martes) i el gat salvatge (Felis sylvestris) també hi són presents. L'Espai compta també amb alguns quiròpters remarcables, com el nòctul mitjà (Nyctalus noctula). Per la seva diversitat i singularitat, cal assenyalar alguns grups d'invertebrats com els heteròpters i miriàpodes. També presenta lepidòpters d'interès com Graellsia isabelae, Zygaena carniolica, Parnassius apollo i Euplagia quadripunctaria, entre d'altres.

### Vegetació i flora
L'Espai és un bon representant dels paisatges prepirinencs, amb un predomini clar dels elements submediterranis, amb algunes penetracions dels elements mediterranis i boreoalpins. Per exemple, s'hi poden trobar prats de dall de terra baixa i muntanya mitjana (Arrhenatherion). A l'estatge montà predominen les rouredes submediterrànies (Quercion pubescenti-petraeae), sovint substituïdes per pinedes secundàries de pinassa o de pi roig. Per sobre de 1.600-1.700 metres, apareixen els boscos de coníferes subalpins (pi negre, avet i Rhododendro-Vaccinion), mentre que els nivells culminals són coberts pels prats alpins de caràcter medioeuropeu, que se situen sobre calcari (Festuco Brometea).

## Economia
Els usos són principalment ramaders (vaca bruna dels Pirineus) i silvícoles. Els prats alpins sobre sòls calcaris de les parts culminals de l'Espai són aprofitats com a pastures. Aquest Espai conté diverses carreteres comarcals i locals perimetrals pel sector est i sud, així com edificacions de caràcter rural disperses. Cal esmentar, com a impactes, la pràctica de l'esquí nòrdic i l'esquí alpí a l'estació del Port del Compte; i el conjunt de cases i edificis construïts més avall de les pistes d'esquí per allotjar-hi turistes. Els prats alpins sobre sòls calcaris de les parts culminals de l'Espai són aprofitats com a pastures.